# کوتل خشک
کوتل خشک (به لاتین: Kotal-e Khushk) یک گردنه کوهستانی در استان دایکندی، مرکز افغانستان است.